# Eisenbahnunfall von Viana de Cega

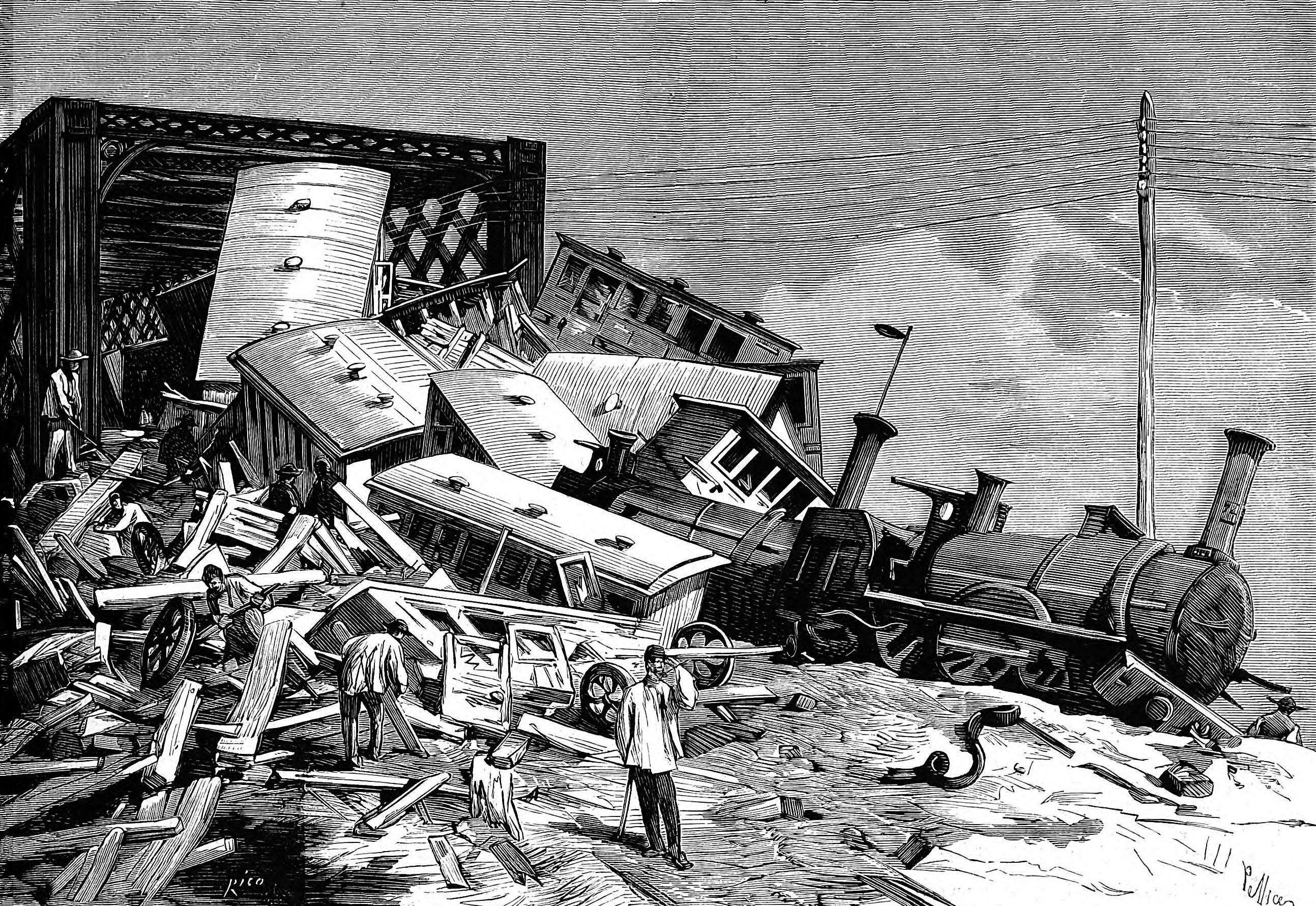
Eisenbahnunfall von Viana de Cega, 1873

Bei dem Eisenbahnunfall von Viana de Cega (Spanien) entgleiste am 11. September 1873 ein Schnellzug in einer Brückenabfahrt. 21 Menschen kamen dabei ums Leben.

## Ausgangslage
Der Expresso del Norte, Zug Nr. 11, war von dem spanischen Grenzbahnhof Irun an der französisch-spanischen Grenze nach Madrid unterwegs. Die 17 Wagen des Zuges wurden von zwei Dampflokomotiven gezogen. Er war auf der Bahnstrecke Madrid–Valladolid unterwegs, die bei Viana de Cega den Douro auf einer Fachwerkbrücke überquerte.

## Unfallhergang
Die Brücke hatte sich an dem von Valladolid abgewandten Ende abgesenkt, so dass der Zug, als er von der Brücke herunterfuhr, entgleiste. Nach anderer Darstellung soll er mit überhöhter Geschwindigkeit unterwegs gewesen sein. Der hintere Teil des Zuges drückte den vorderen zusammen, zahlreiche der Wagen, alle mit hölzernem Aufbau, wurden durch die kinetische Energie zertrümmert. Ein Teil des Zuges stürzte von der Brücke. Nur die letzten vier Wagen des Zuges blieben weitgehend unbeschädigt.

## Folgen
21 Menschen kamen bei dem Unfall ums Leben, darunter Lokomotivführer, Heizer, Zugführer und einige Bremser. 58 weitere wurden verletzt. Ein Hilfszug wurde von Valladolid entsandt.
Calderón Collantes, später, 1879–1882, Präsident des obersten spanischen Gerichtshofes (Tribunal Supremo de España), reiste in dem Zug und überlebte den Unfall.